# التهاب الغضاريف الناكس
التهاب الغضاريف الناكس (يُعرف أيضًا باسم «التهاب الغضاريف الضموري،» و«التلين الغضروفي المجموعي») هو حالة تلف الغضروف.
وتُعرف هذه الحالة أيضًا باسم التهاب الغضاريف الضموري المزمن ومتلازمة مينبيرغ-ألثير-يوهلينغر، ومرض فون مينبيرغ وتليُن الغضروف المعمم وتليُف الغضروفي الجموعي.

## العرض التقديمي
على الرغم من أن أي غضروف في الجسم قد يتأثر، ففي الكثير من الحالات يؤثر المرض على العديد من الأجزاء في حين يستثني أجزاء أخرى كليًا. وأجزاء الجسم التي يوجد فيها الغضروف، وبالتالي احتمال تعرضه لالتهاب الغضاريف، تتضمن الأذنين والأنف والحلق وصمامات القلب والمفاصل والقفص الصدري والجيوب الأنفية وغيرها. وقد تنتج العديد من الحالات عن التهاب الغضاريف الناكس، بما في ذلك تلين الرغامى النوع 3 والتهاب الأوعية الدموية. ترد هنا صورة لالتهاب الغضاريف 

## الأسباب
أسباب ظهور هذا المرض غير معروفة. على الرغم من أنه مفهوم بشكل عام أن الأشخاص يولدون مع قابلية جينية للإصابة بهذا المرض، والذي يمكن استثارته نتيجة لعوامل بيئية. وبالتالي، يمكن أن يكون هذا المرض وراثيًا وهناك حالات تشير إلى أن هذا المرض قد انتقل من أحد الوالدين البيولوجيين.
وقد يكون التهاب الغضاريف الناكس مرض ذاتي المناعة حيث يبدأ فيه الجهاز المناعي في الجسم البشري في مهاجمة وتدمير أنسجة الغضروف في الجسم.

## العلاج
عادة ما تتضمن برامج العلاج قمع جهاز المناعة باستخدام الأدوية، الأمر الذي يسبب في كثير من الأحيان زيادة مخاطر الإصابة بالتهابات أخرى. ويمكن أن تتضمن بعض العلاجات الستيرويدات والأدوية المضادة للالتهابات.

## بداية المرض
في حين أن المرض قد يأتي في أوقات مختلفة، إلا أنه في أغلب الأحيان يظهر في أواخر الأربعينيات وأوائل الخمسينيات. كما يعاني الأطفال والشباب أحيانًا من هذا المرض وإن كان بدرجة أقل من الفئات العمرية الأخرى. وتشير بعض الكتابات إلى حدوثه بنسبة أعلى قليلاً عند النساء مقارنة بالرجال، في حين أن كتاب آخرين يؤكدون على أن الجنس ليس عاملاً إحصائيًا هامًا في حدوث المرض. يُعتبر التهاب الغضاريف الناكس أحد الفئات الفرعية الكثيرة للمرض في مجال طب الأمراض المفصلية (أمراض الروماتيزم). ويمكن أن يبدأ هذا المرض بأعراض خفيفة قليلة، مثل التهاب قناة الأذن أو آلام المفاصل ويتطور على مدار الشهور والسنوات ليصبح أكثر خطورة مع انتشار الالتهاب في أماكن أخرى متنوعة للغضروف مما يسبب ألمًا أكثر شدة.

## وصلات خارجية
- Trentham DE, Le CH (يوليو 1998). "Relapsing polychondritis". Ann. Intern. Med. ج. 129 ع. 2: 114–22. PMID:9669970. مؤرشف من الأصل في 2016-06-11.
- MedicineNet.com
- The Polychondritis Group — Support Group
- One RP sufferer goes into remission"
- Relapsing polychondritis